# أحمد الحافظ
أحمد عبد الله الحافظ (مواليد 3 أغسطس 1993) هو لاعب كرة قدم سعودي.

## مسيرة اللاعب
مثل نادي هجر في الفئات السنية و نادي الطائي ونادي الفيحاء ونادي العين ونادي العروبة ونادي الثقبة ونادي الخلود.